# Нурдин, Юнас
Юнас Нурдин (швед. Jonas Nordin; род. 1968, Швеция) — шведский историк.
Получил докторскую степень в 2000 году в Стокгольмском университете защитив диссертацию «Бедный, но свободный человек: национальное и политическое самоовосприятие шведской империи позднего периода до конца эпохи свободы» (швед. Ett fattigt men fritt folk: nationell och politisk självbild i det svenska riket från sen stormaktstid till slutet av frihetstiden). Получил приглашение в университет Копенгагена.
Также был редактором «Исторического журнала».
С 2007 года работает в Королевской библиотеке. В 2003 году получил премию Cliopriset за исследования о восприятии нации, народа и государства в Швеции в XVII и XVIII веках.